# Clodagh Rodgers
Clodagh Rodgers (Ballymena, 5 maart 1947 – Cobham (Surrey), 18 april 2025) was een Brits zangeres.
In 1969 schoot ze naar de top toen ze twee Britse top-5 hits had met Come Back and Shake Me en Goodnight Midnight. Haar volgende singles Biljo, Everybody go home en Lady Love Bug stelden haar succes in Groot-Brittannië veilig. Deze singles deden in Nederland vrijwel niets, hoewel Come Back and Shake Me nog wel de Tipparade haalde.. Veel van haar liedjes waren geschreven door de Amerikaanse liedjesschrijver Kenny Young.
Ze vertegenwoordigde het Verenigd Koninkrijk op het Eurovisiesongfestival 1971 in Dublin met het lied Jack in the box, waarmee ze de 4de plaats behaalde op zowel het festival als in de Britse hitparade.
Ze had een succesvolle en uitgebreide carrière. Met de Clodagh Rodgers Show die op de Ierse TV werd uitgezonden won ze een Gouden Roos op het festival van Montreux. Ze verscheen in nog vele programma's en zong ook in musicals.
Rodgers overleed op 18 april 2025 op 78-jarige leeftijd.
1957: Patricia Bredin · 
1959: Pearl Carr & Teddy Johnson · 
1960: Bryan Johnson · 
1961: The Allisons · 
1962: Ronnie Carroll · 
1963: Ronnie Carroll · 
1964: Matt Monro · 
1965: Kathy Kirby · 
1966: Kenneth McKellar · 
1967: Sandie Shaw · 
1968: Cliff Richard · 
1969: Lulu · 
1970: Mary Hopkin · 
1971: Clodagh Rodgers · 
1972: The New Seekers · 
1973: Cliff Richard · 
1974: Olivia Newton-John · 
1975: The Shadows · 
1976: Brotherhood of Man · 
1977: Lynsey de Paul & Mike Moran · 
1978: Co-Co · 
1979: Black Lace · 
1980: Prima Donna · 
1981: Bucks Fizz · 
1982: Bardo · 
1983: Sweet Dreams · 
1984: Belle & The Devotions · 
1985: Vikki Watson · 
1986: Ryder · 
1987: Rikki · 
1988: Scott Fitzgerald · 
1989: Live Report · 
1990: Emma · 
1991: Samantha Janus · 
1992: Michael Ball · 
1993: Sonia · 
1994: Frances Ruffelle · 
1995: Love City Groove · 
1996: Gina G · 
1997: Katrina & the Waves · 
1998: Imaani · 
1999: Precious · 
2000: Nicki French · 
2001: Lindsay Dracass · 
2002: Jessica Garlick · 
2003: Jemini · 
2004: James Fox · 
2005: Javine Hylton · 
2006: Daz Sampson · 
2007: Scooch · 
2008: Andy Abraham · 
2009: Jade Ewen · 
2010: Josh Dubovie · 
2011: Blue · 
2012: Engelbert Humperdinck · 
2013: Bonnie Tyler · 
2014: Molly · 
2015: Electro Velvet · 
2016: Joe & Jake · 
2017: Lucie Jones · 
2018: SuRie · 
2019: Michael Rice · 
2021: James Newman ·
2022: Sam Ryder ·
2023: Mae Muller ·
2024: Olly Alexander ·
2025: Remember Monday
- Bibsys: 9034280
- Bibliothèque nationale de France: cb139324261 (data)
- International Standard Name Identifier: 0000 0001 3363 2678
- MusicBrainz: 08a472fe-11a6-4dc8-bd37-54f22f103d9d
- Virtual International Authority File: 207149196500474791858